# Sativasur

Localização de Sativasur no departamento de Boyacá.

Sativasur é um município no departamento de Boyacá, na Colômbia.